# Porteur d'eau (profession)
Pour les articles homonymes, voir Porteur d'eau.
Porteur d'eau est un métier ou une activité qui consiste à transporter de l'eau. Le porteur d'eau transporte l'eau dans deux seaux pendus par des chaînes à une pièce de bois creusée à la forme des épaules comme un joug et appelée « porte-seaux » ou « canole  » lorsqu'elle se porte en travers des épaules, et « palanche » quand elle se porte d'avant en arrière,.

## En France
Il y en avait sept cents à Paris en 1879. Ils étaient presque tous Auvergnats. 
La Mi-Carême était jadis la fête patronale des porteurs d'eau. C'était également la fête des blanchisseuses et des débitants de charbon.
Le métier de porteur d'eau a survécu à Paris jusqu'au début du XXe siècle.  
Dans les lavoirs existait une catégorie de porteurs d'eau appelés également garçons de lavoir qui portaient les seaux d'eau chaude aux blanchisseuses.

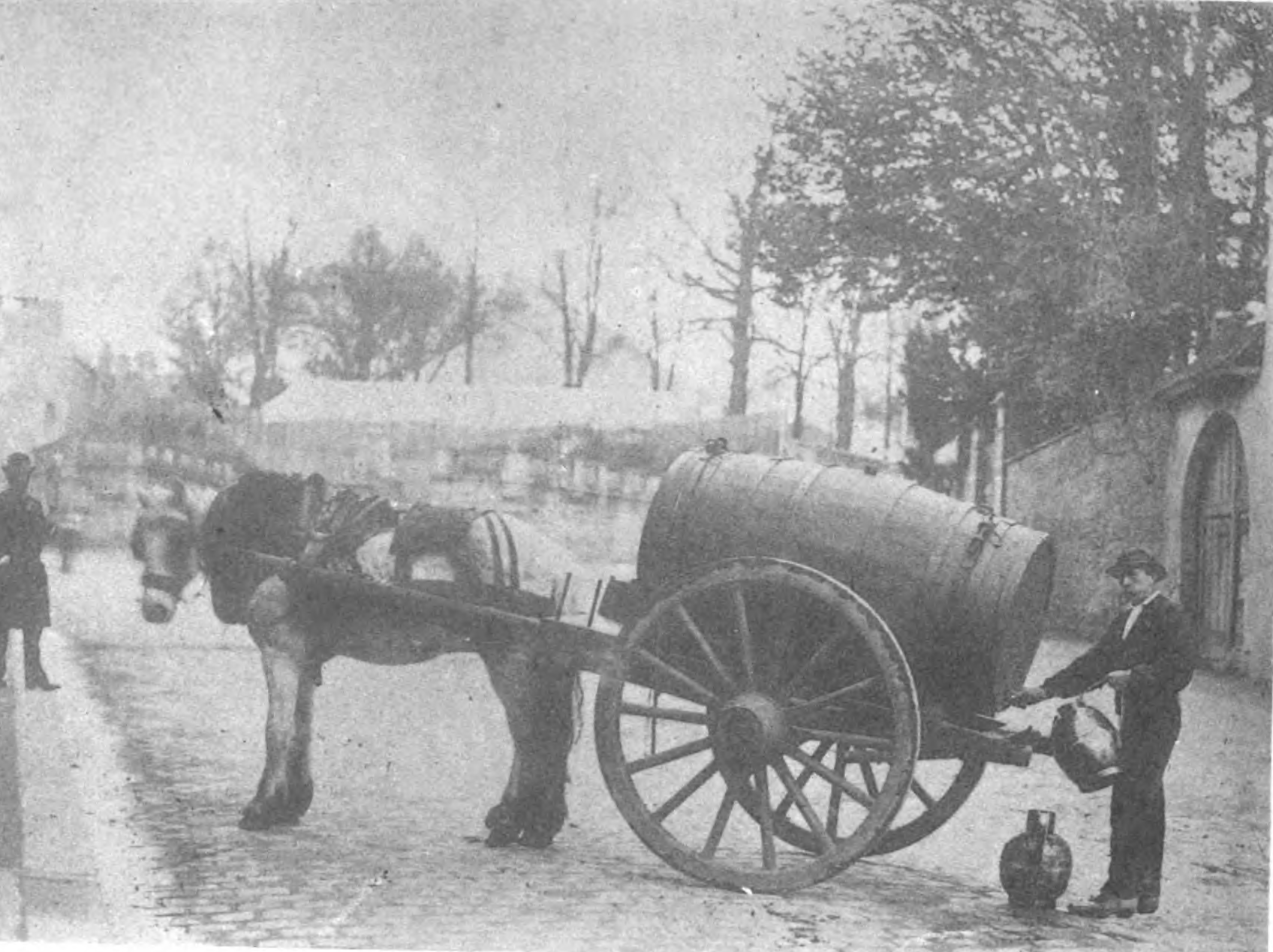
Porteur d'eau à Rennes au XIXe siècle
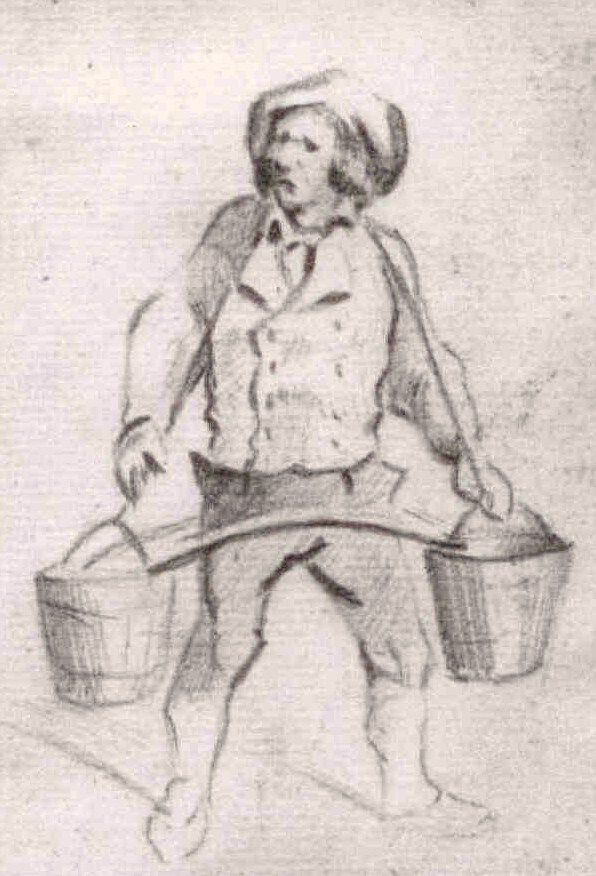
Porteur d'eau, dessin du XIXe siècle.
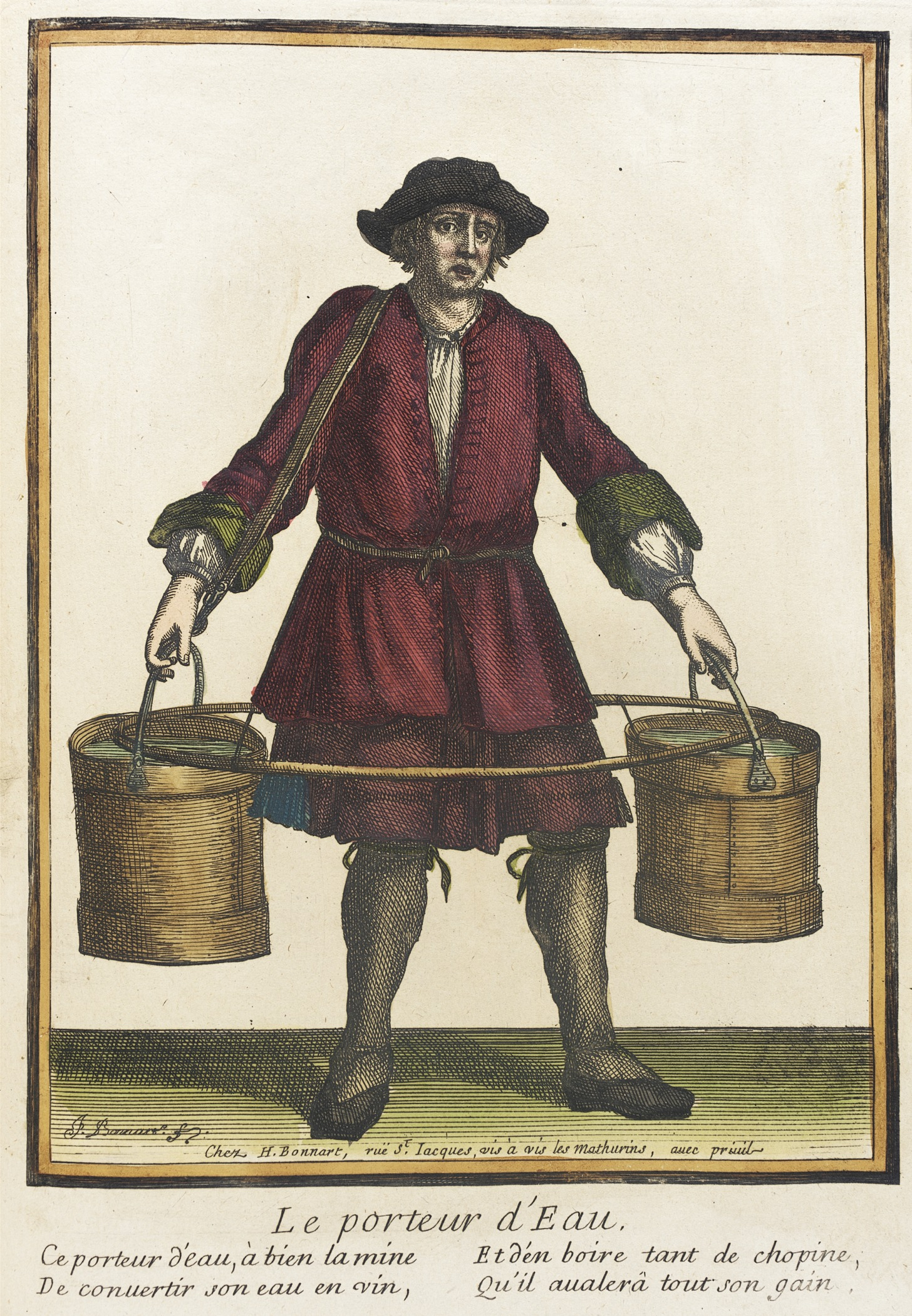
Porteur d'eau au XVIIe siècle
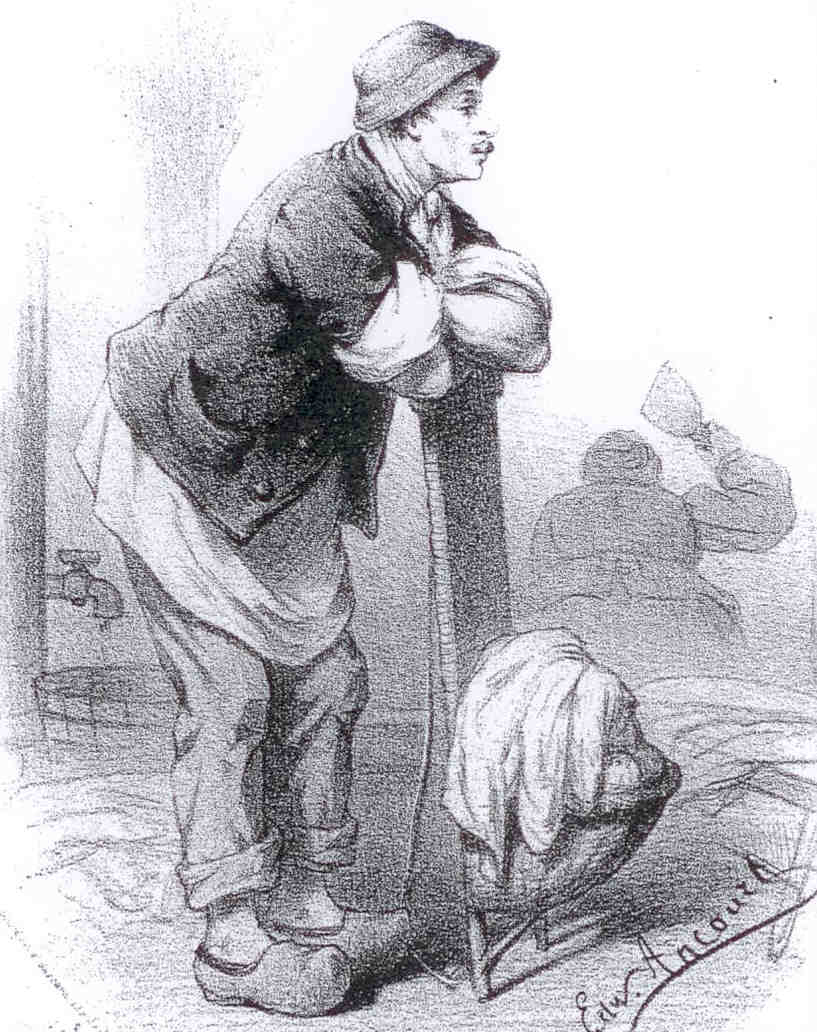
Garçon de lavoir ou porteur d'eau, dessin d'Edward Ancourt[4].

### Porteur d'eau à Paris en 1841
Joseph Mainzer écrit :

« Les porteurs d'eau forment à Paris une espèce de république qui a établi son domaine dans la rue. Elle a ses lois, son aristocratie, sa hiérarchie même, tout cela calculé d'après les mœurs de celle race laborieuse et patiente. À l'âge marqué, c'est-à-dire dès qu'il a échappé aux chances de la conscription, l'Auvergnat s'achemine gravement et sans inquiétude vers la capitale ; il y a sa place préparée de longue main, auprès d'un parent ou à un ami de quelque parent, car rien n'échappe à cet esprit de prévision. Nouveau débarqué dans ce monde qu'il ne connaît pas, il ne sait rien, il n'a rien ; il se met au service d'un autre, il fait un pénible noviciat. Peu à peu il établit ses rapports, prépare sa clientèle, démêle le labyrinthe des rues, réalise quelques économies, et alors il commence à travailler pour son compte. D'abord modeste possesseur de deux seaux en fer-blanc, qu'il place pour plus de commodité aux deux points opposés de la circonférence d'un cercle ou d'un carré long, il vient cent fois par jour à la fontaine publique où il a établi son quartier général, et part de là en décrivant tous les rayons possibles, pour aller ravitailler avec une scrupuleuse exactitude les fontaines privées du sixième étage comme celles du premier ; dans l'hôtel somptueux du pair de France aussi bien que dans l'humble mansarde du pauvre ouvrier. Il sait le matin combien de fois dans la journée ses seaux devront être remplis et vidés, combien il aura d'étages, de marches à monter et à descendre, et il combine ses heures, ses voyages, de manière à ce que (sic) toutes ses pratiques soient satisfaites. Vous ne seriez pas capable de dire aussi exactement que lui à quel moment il vous faudra de l'eau et de quelle quantité vous aurez besoin : c'est un détail dont il est tout à fait inutile que vous vous occupiez, et dont il fait son affaire avec une intelligence vraiment remarquable. Il connaît vos jours, et vient de lui-même sans qu'il soit nécessaire que vous l'appeliez : il va tout droit à votre cuisine, y entre comme dans son domaine, place et déplace à sa guise le meuble dont il s'est adjugé la surveillance spéciale, et sur lequel il n'a aucun compte à vous rendre tant qu'il ne désemplit pas. Et vous le laissez faire comme il l'entend, vous le laissez sans défiance aller et venir quand cela lui plaît ; car sa probité, sa discrétion vous sont connues : il n'y a pas d'exemple qu'un porteur d'eau ait été cité devant les tribunaux pour avoir abusé de la confiance que vous lui accordez.

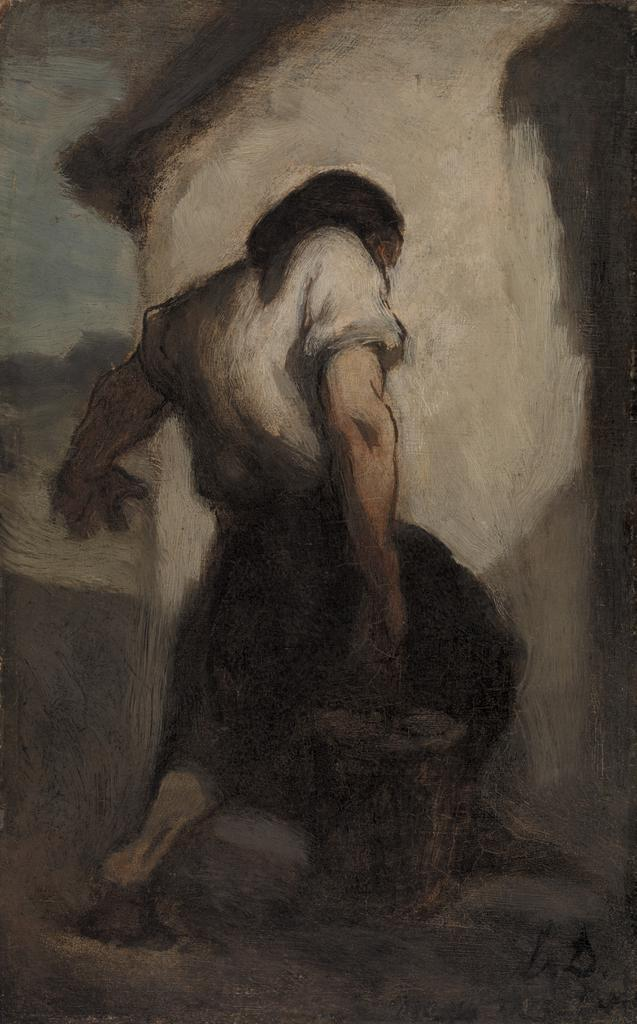
Le Porteur d'eau, vers 1860
Honoré Daumier
Fondation Barnes, Philadelphie

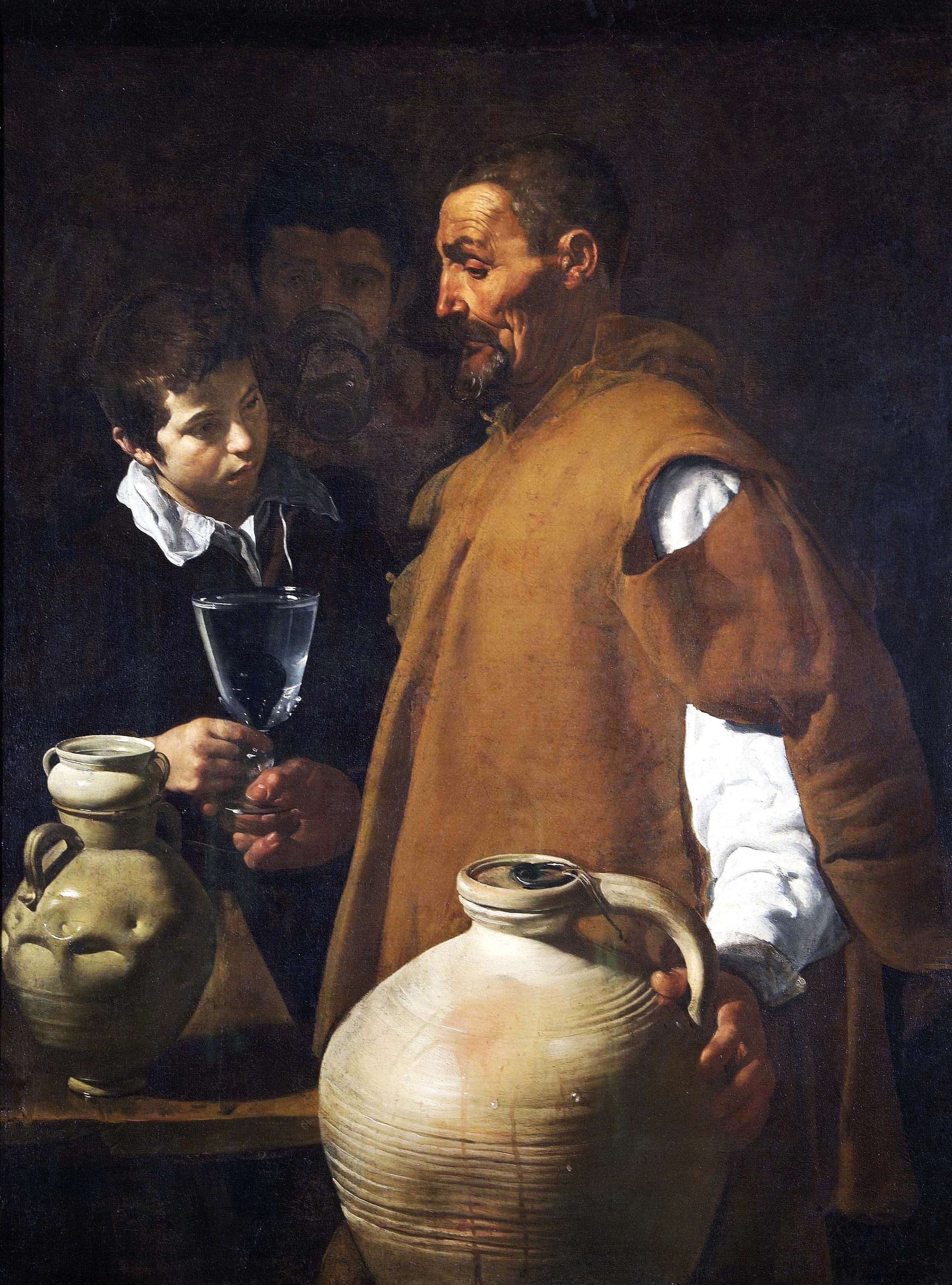
Le Porteur d'eau de Séville, huile sur toile de 1620 de Diego Vélasquez

Si vous ne le payez pas à chaque voyage, son livre de comptes est tout simplement le coin de mur avoisinant votre fontaine, sur lequel il trace avec un charbon, en guise de plume, autant de raies qu'il vous a fourni de voies d'eau.
Aussitôt que de nouvelles économies lui permettent de donner à son petit négoce un peu plus d'étendue, il se procure un tonneau monté sur deux roues, que moyennant une légère rétribution, il fait remplira des fontaines placées pour cet usage dans les différents quartiers de Paris. Ce tonneau, qu'il traîne à bras d'une manière fort pénible, surtout dans les rues montantes, est pourtant une grande amélioration pour lui : il trouve à s'en servir une économie considérable de temps, et n'ayant plus à faire un voyage par chaque voie qu'il fournit, il peut arriver à doubler, à tripler même le nombre de ses clients.
Enfin, à force de multiplier ses relations et d'arrondir la masse de ses profils, il atteint le sommet de l'échelle, c'est-à-dire qu'il achète un cheval, puis un second, puis un troisième, qu'il attelle à autant de tonneaux : alors il est maître, il prend à son service une quantité de subordonnés proportionnée à l'importance de son commerce : c'est tout à fait un personnage. 
La hiérarchie des porteurs d'eau a donc ses quatre degrés bien distincts. »

## Au Maroc

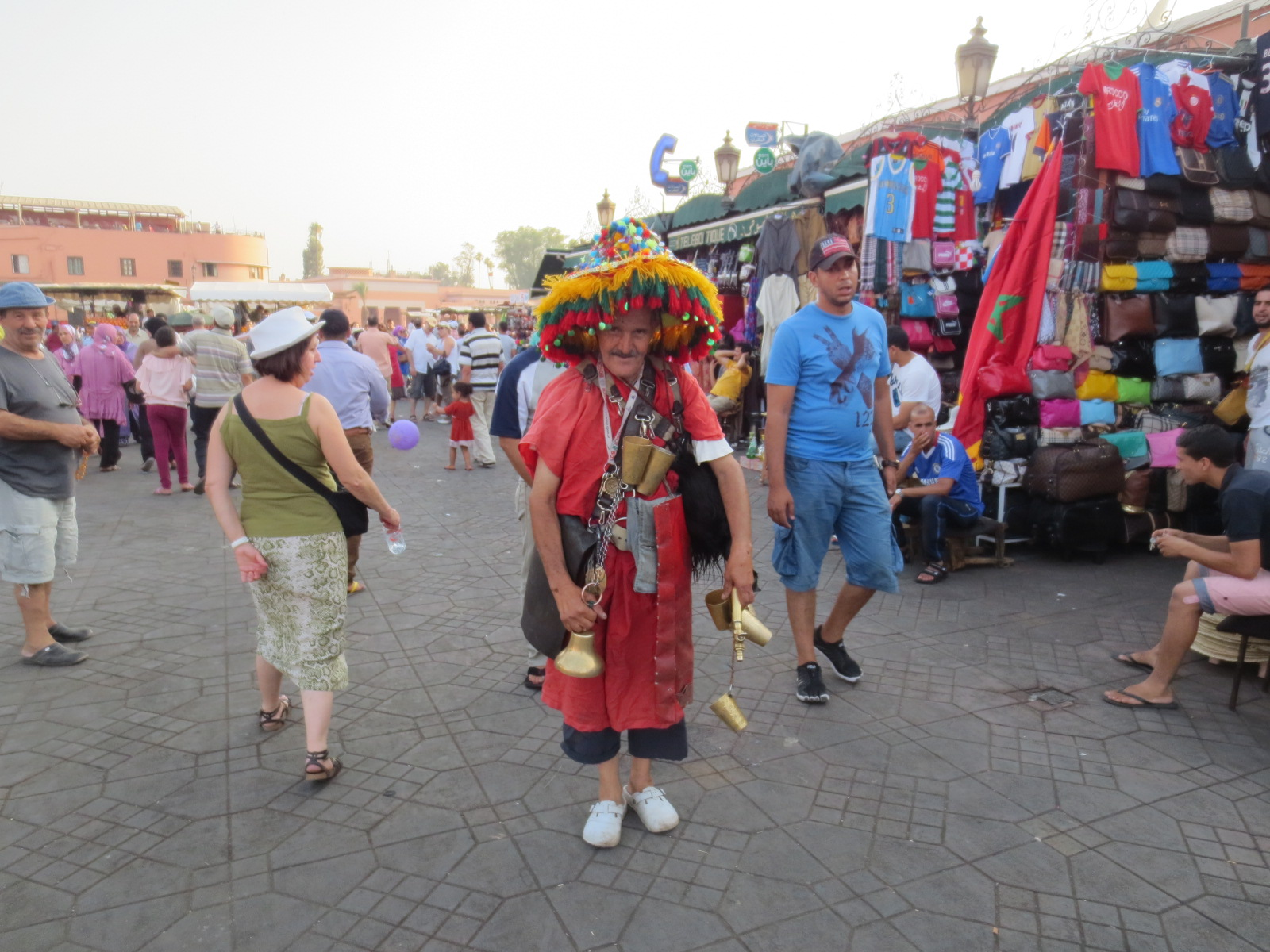
Porteur d'eau traditionnel marocain, des souks de Marrakech et de la place Jemaa el-Fna.

Le porteur d'eau, guerrabas, guerrab ou ge’rrabes du Maroc est un métier très ancien typiquement marocain. Il fut jadis un des piliers des souks (marchés orientaux) en apportant de l’eau rafraîchissante et désaltérante pour la soif des passants et des marchands contre quelques dirhams. « Guerrab » vient de sa outre (guerba en arabe) récipient en peau de chèvre ornée de pièces de monnaie anciennes.
Habillé d'un costume rouge traditionnel repérable de loin, composé de coupelles en cuivre ou en fer blanc et d'un chapeau multicolore (tarazza), il fait retentir sa cloche pour prévenir de sa présence. 
Avec le développement de l'eau en bouteille et de l'eau courante, ces porteurs n'existent plus que pour le folklore à titre d’attraction touristique (en particulier dans les souks de Marrakech et sur la place Jemaa el-Fna). Ils font partie du patrimoine culturel traditionnel et des symboles du Maroc, très appréciés par les Marocains et par les touristes.

## Dans le monde

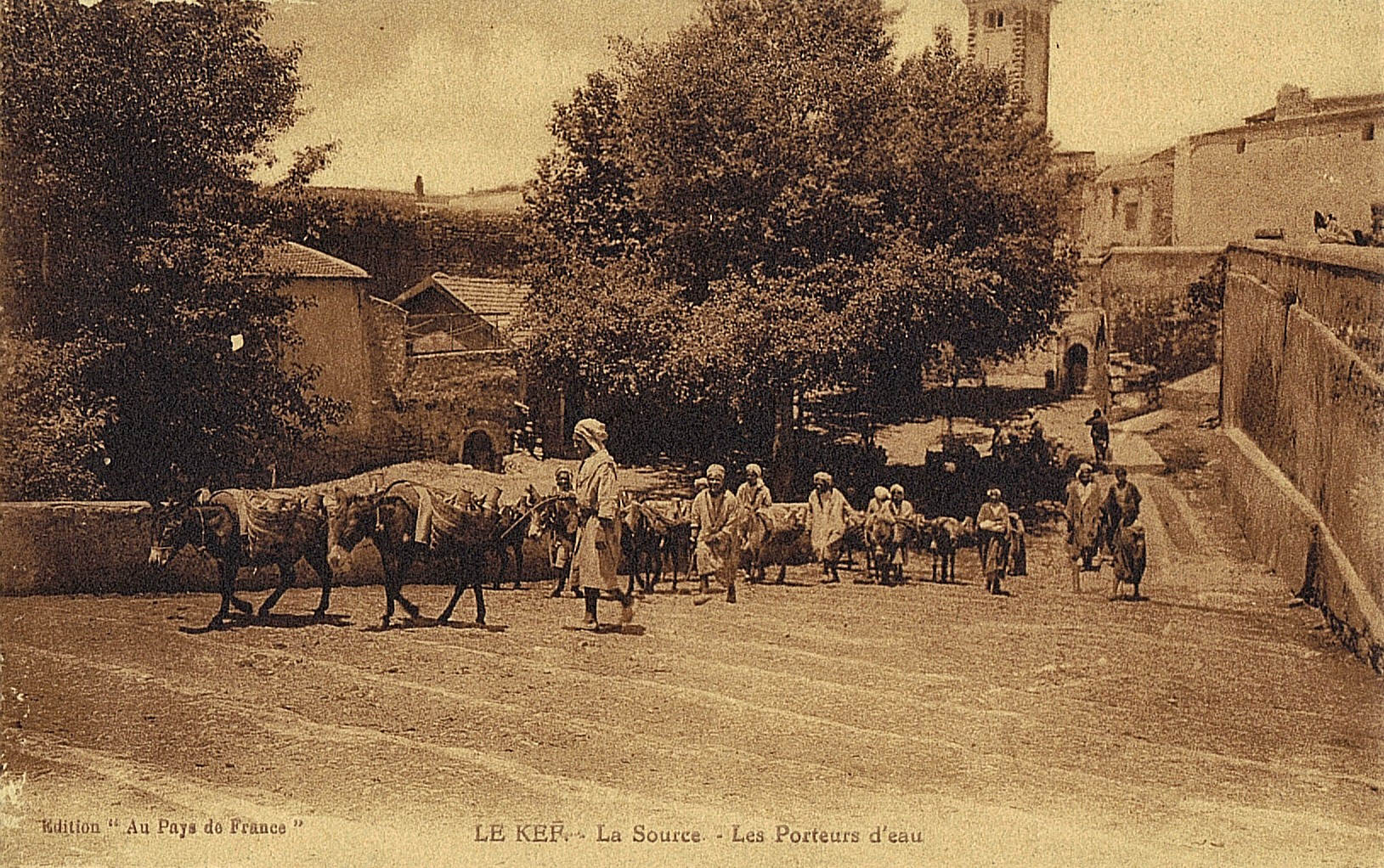
Tunisie au XXe siècle
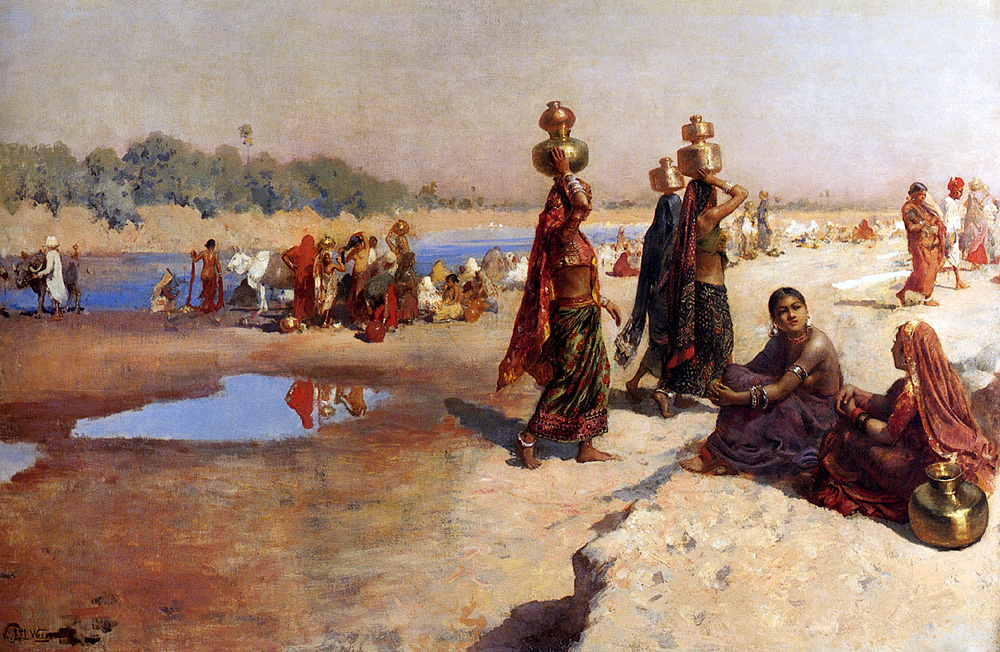
Au bord du Gange au XXe siècle
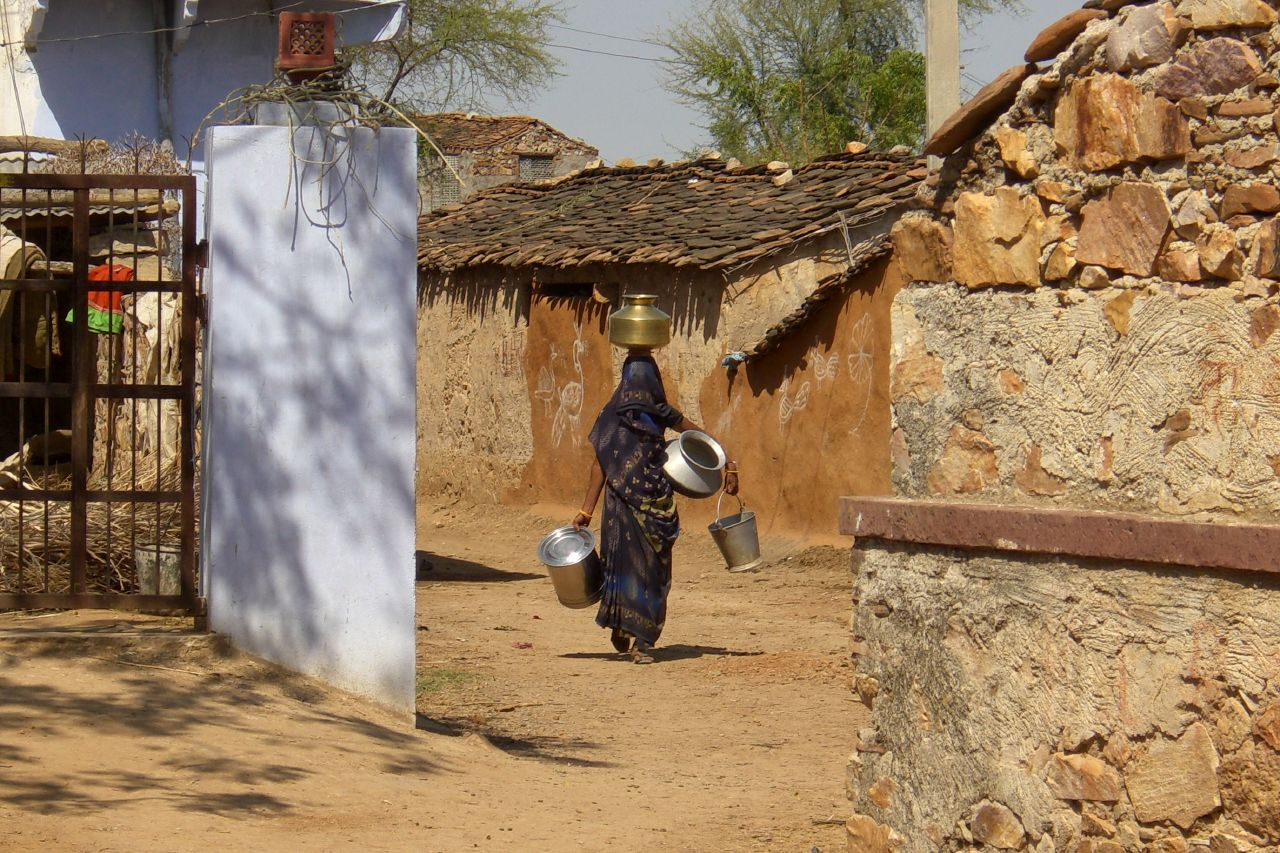
Rajasthan en 2006
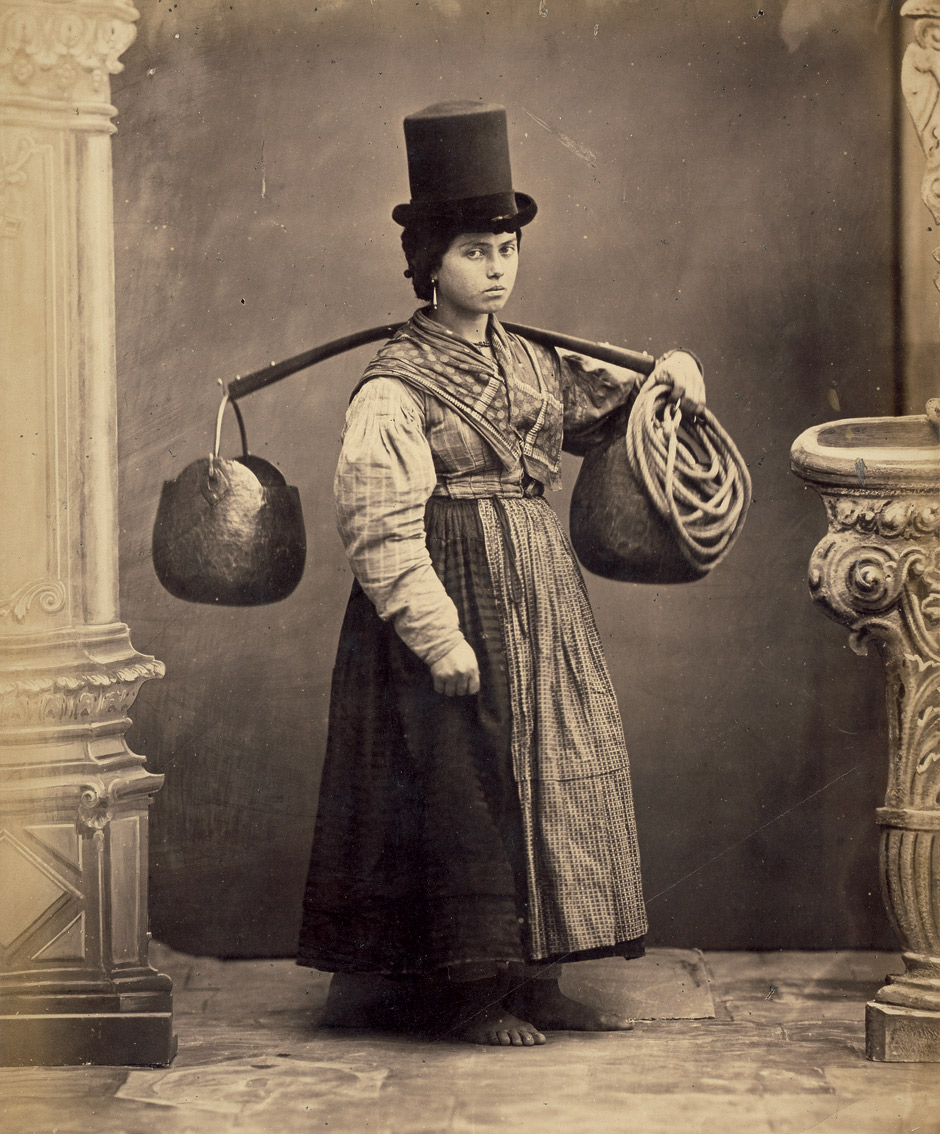
Venise au XIXe siècle
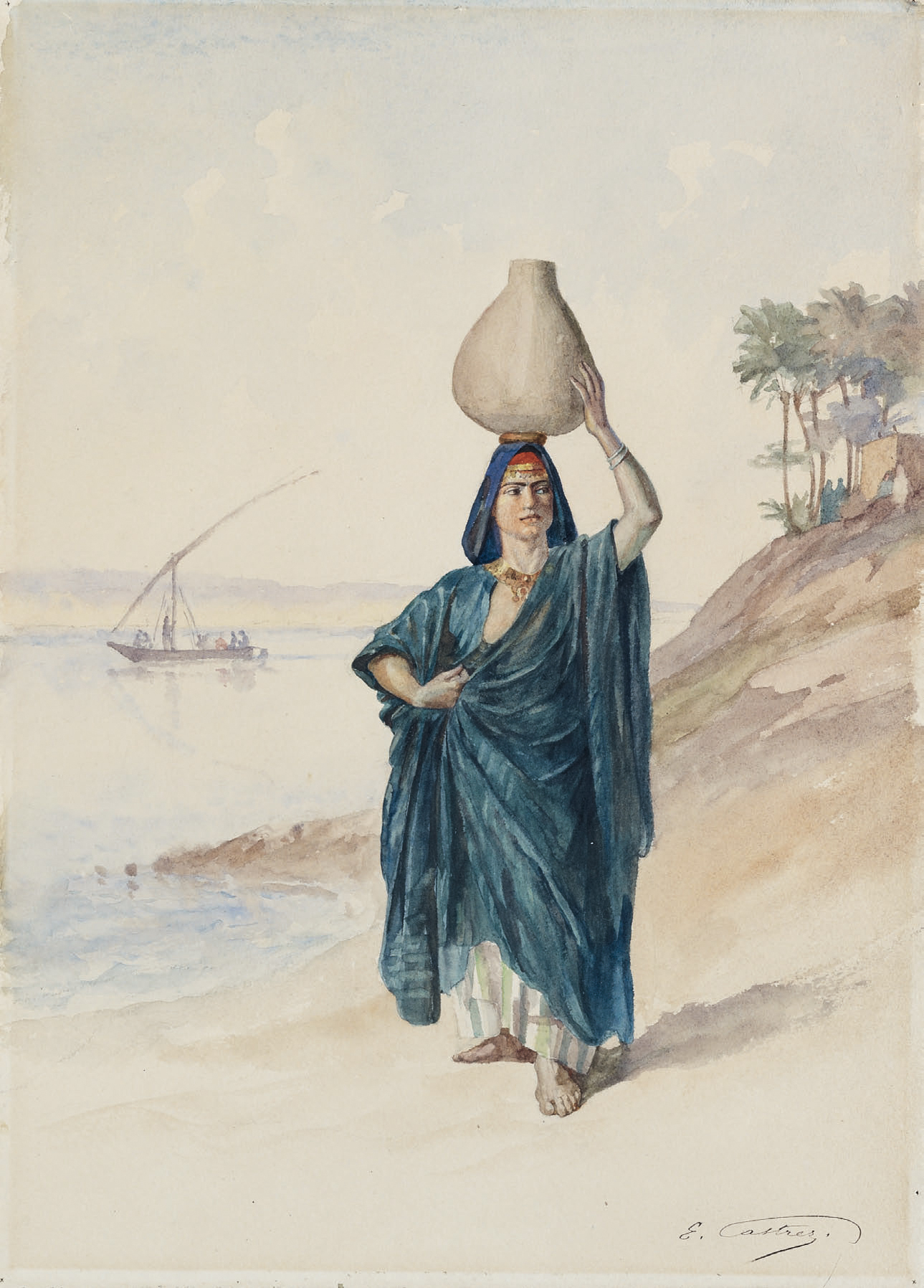
Au bord du Nil au XXe siècle
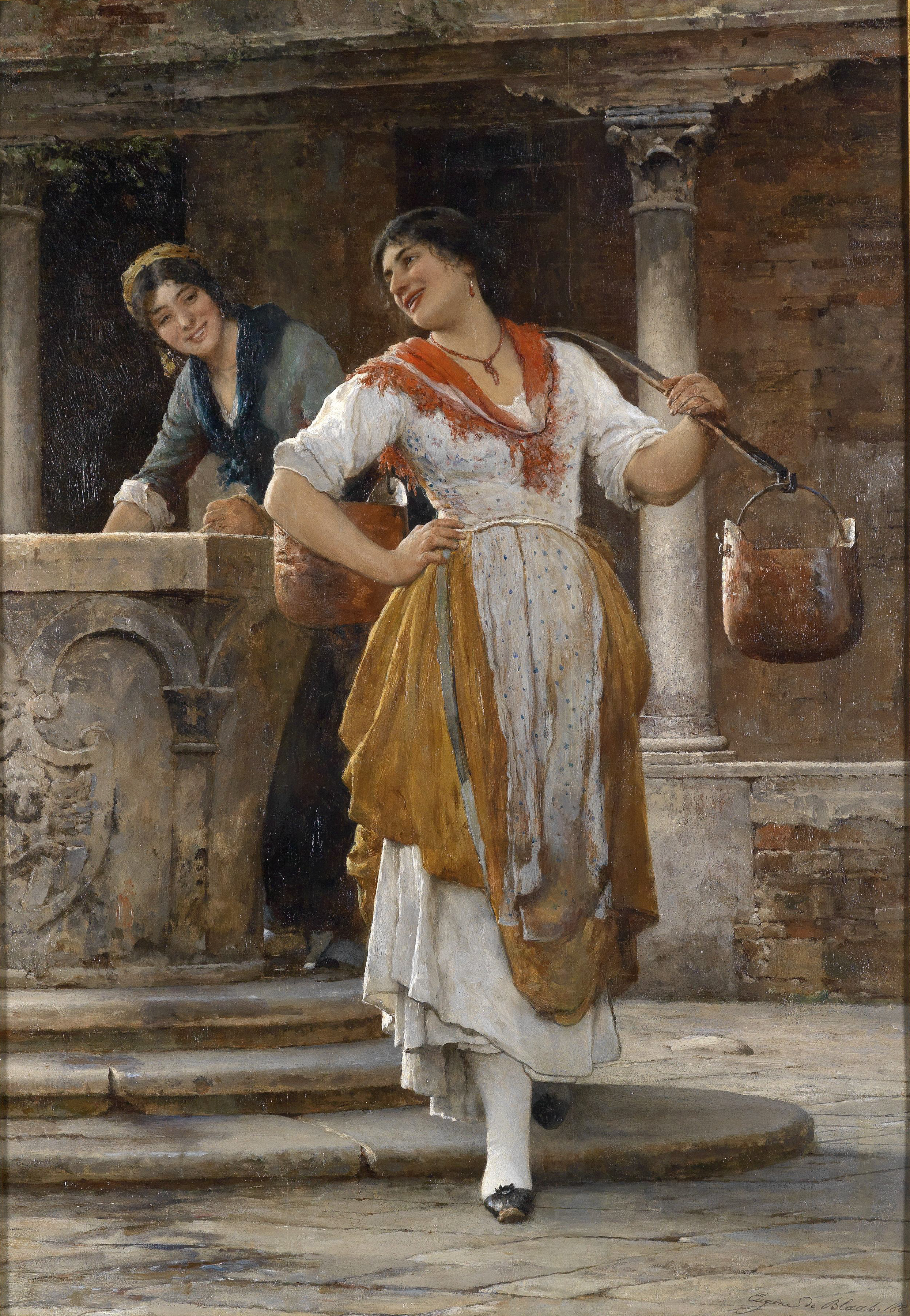
Par Eugen de Blaas au XXe siècle
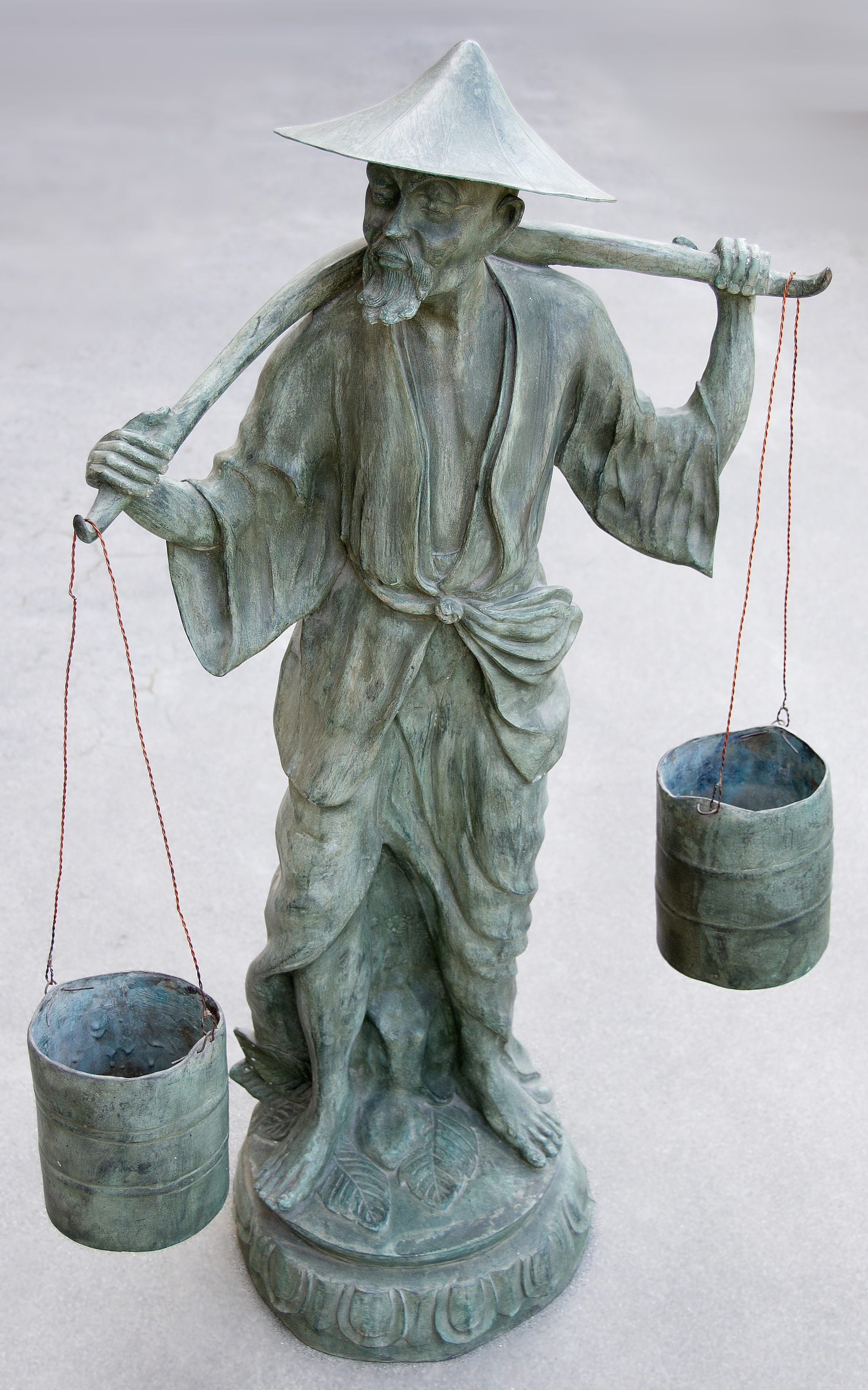
Chine
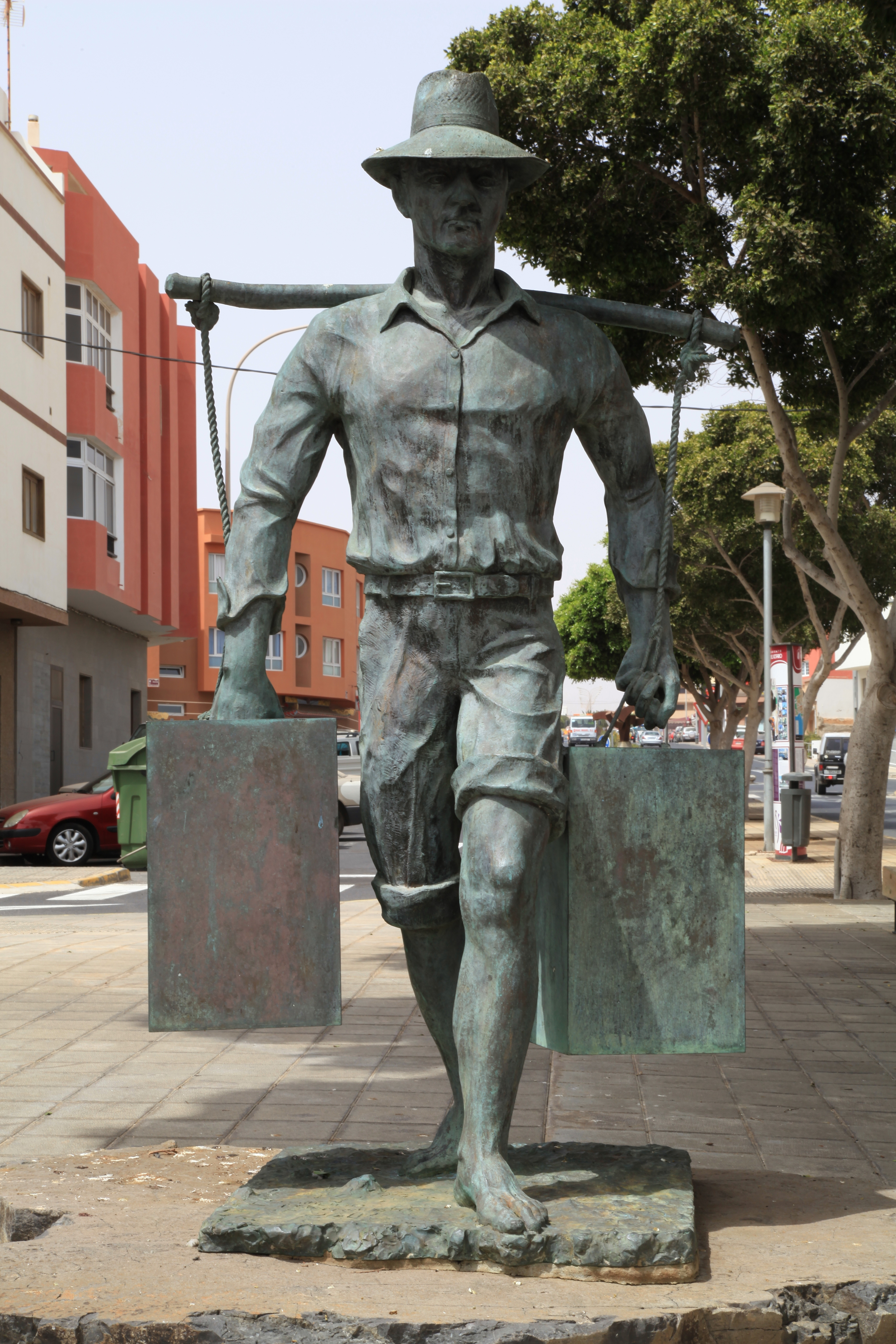
Îles Canaries
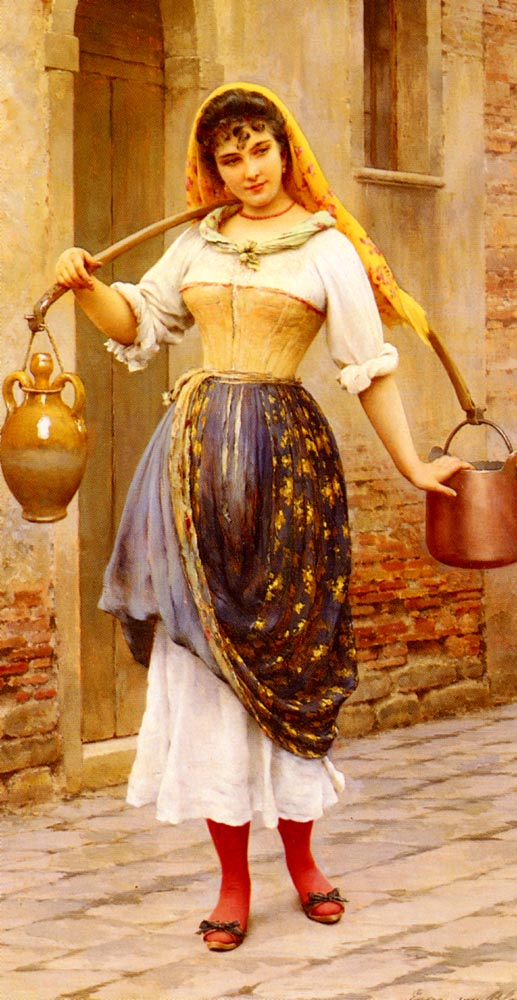
Par Eugen de Blaas au  XXe siècle
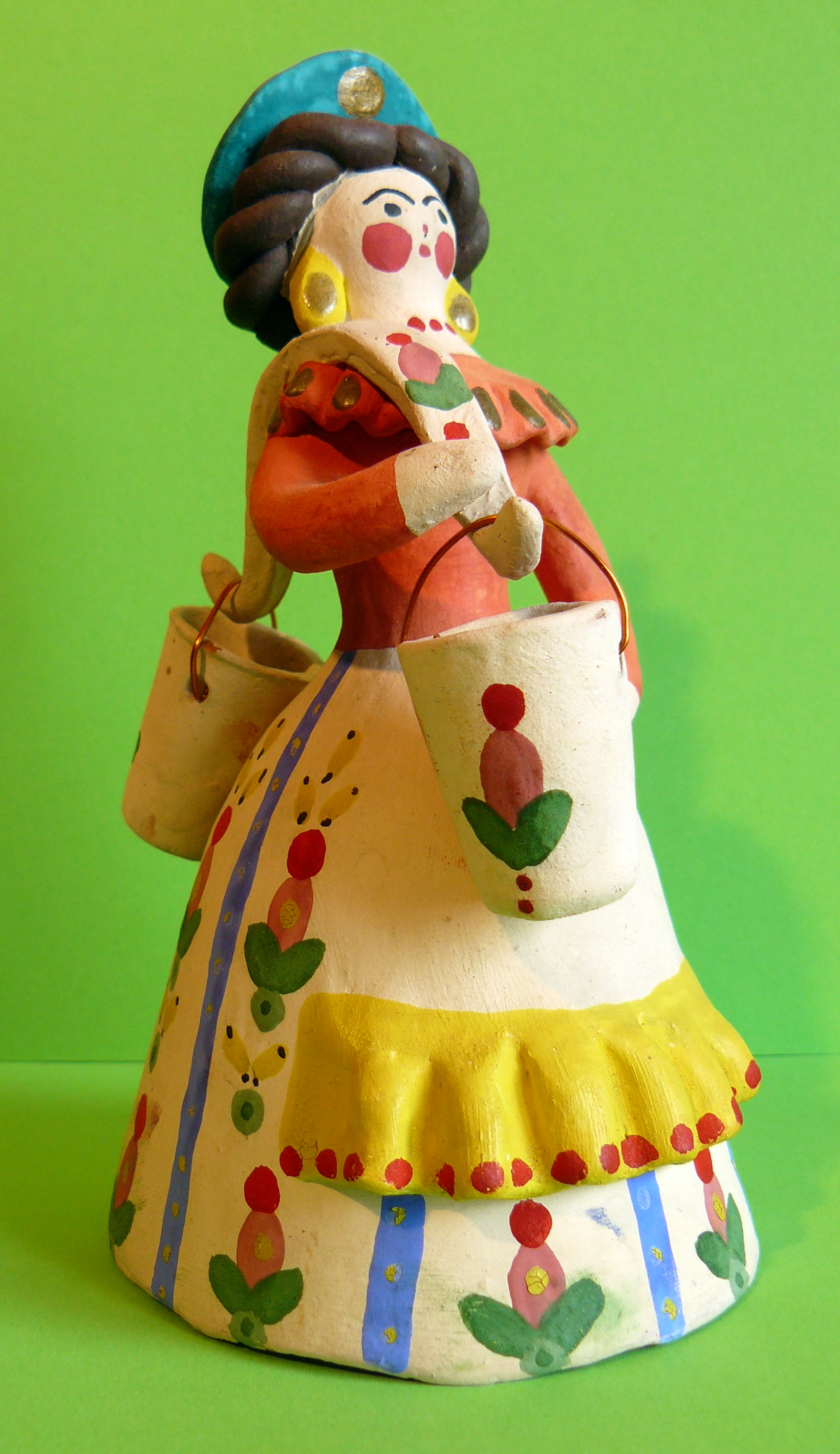
La porteuse d'eau (Vodonoska), figurine russe en argile peinte